# プロジェクト統合マネジメント
プロジェクト統合マネジメント（プロジェクトとうごうマネジメント、英語: Project Integration Management）は、プロジェクトマネジメントにおけるプロジェクトマネジメント知識エリアの1つ。

## 内容
プロジェクトマネジメントの実施に際しては多種多様なプロセスが発生するが、プロジェクト統合マネジメントとは、これらのプロセスを相互に調整したうえでプロジェクトとしての目標の達成を図ることである。具体的には、立ち上げプロセス群のプロジェクト憲章作成プロセス、プロジェクトスコープ記述書暫定版作成プロセス、計画プロセス群のプロジェクトマネジメント計画書作成プロセス、実行プロセス群のプロジェクト実行の指揮・マネジメントプロセス、監視コントロールプロセス群のプロジェクト作業の監視コントロールプロセス、統合変更管理プロセス、終結プロセス群のプロジェクト終結プロセスといったプロセスが含まれる。